# Чебоксарская ГЭС
Чебокса́рская ГЭС (чув. Шупашкар ГЭСӗ) — гидроэлектростанция, образующая Чебоксарское водохранилище, расположенная на реке Волге у города Новочебоксарска Чувашской Республики. Водохранилище ГЭС расположено на территории трёх субъектов Российской Федерации — республик Чувашия и Марий Эл, а также Нижегородской области. Станция является частью Волжского каскада гидроэлектростанций, представляя собой его пятую ступень, последнюю по времени создания. Чебоксарская ГЭС имеет установленную мощность 1370 МВт и входит в число крупнейших гидроэлектростанций России.
Строительство Чебоксарского гидроузла, начатое в 1968 году, не завершено до настоящего времени в связи с противоречиями между регионами по поводу оптимальной отметки уровня воды водохранилища. С 1981 года Чебоксарская ГЭС функционирует на пониженной отметке 63 метра в условиях незавершённого обустройства зоны водохранилища, что вызывает ряд экономических и экологических проблем. Вопрос завершения строительства Чебоксарского гидроузла в том или ином варианте вызывает противоречия между затрагиваемыми регионами, а также критику различных общественных организаций. Собственником сооружений Чебоксарской ГЭС (за исключением судоходного шлюза, находящегося в федеральной собственности) является компания «РусГидро».

## Природные условия
Чебоксарская ГЭС расположена в среднем течении реки Волги, в окрестностях Новочебоксарска, к востоку ниже по течению от Чебоксар. В Волжском каскаде станция размещается между Нижегородской и Жигулёвской ГЭС. Волга разделяет район ГЭС и её водохранилища на две орографические провинции: возвышенное правобережье, являющееся краевой частью Приволжской возвышенности, и низменное левобережье, представляющее Горьковско-Марийскую низменность. По этой причине склоны долины Волги в данном районе имеют резкую асимметрию. Правобережный склон долины высокий и крутой, в то же время местами развиты пойма и низкие надпойменные террасы длиной до 10—15 км. Левый склон долины состоит из поймы и трёх надпойменных террас, сложенных аллювиальными, преимущественно песчаными отложениями. Грунты основания плотины — глины, аргиллиты, известняки.

## История строительства и эксплуатации

### Проектирование
В июне 1931 года при секторе капитальных работ Госплана СССР было организовано постоянное совещание по проблеме Большой Волги, в которое входили представители большого количества организаций. Задачей совещания стала проработка проектов создания на Волге каскада комплексных (в первую очередь транспортно-энергетических) гидроузлов. Проектными проработками занималось специально созданное Бюро Большой Волги под руководством профессора А. В. Чаплыгина, а также другие организации. Помимо выработки электроэнергии, важнейшей задачей проектируемого каскада было создание глубоководного пути, соединяющего Каспийское, Чёрное, Балтийское и Белое моря. В ходе проектных проработок менялось количество и мощность ГЭС, расположение створов, но уже в первых проработках фигурировал гидроузел в районе Чебоксар. Первоначально сооружение Чебоксарского гидроузла считалось первоочередным — в начале 1930-х годов велось проектирование гидроэлектростанции мощностью 350—400 МВт в створе в 7-8 км выше Чебоксар, 28 января 1932 года бюро Чувашского обкома ВКП (б) приняло решение о строительстве станции, в том же году были начаты подготовительные работы (в частности, строительство жилья), возведение гидроэлектростанции планировалось завершить к началу 1935 года. Однако Госплан СССР, а затем и Совнарком СССР в июне 1932 года приняли решение о прекращении строительства и отнесении его на 1937—1938 годы. В дальнейшем сроки начала возведения Чебоксарской ГЭС неоднократно изменяли, поскольку боле приоритетным считалось строительство других станций каскада.
В 1950-х годах институтом «Гидроэнергопроект» было разработано проектное задание на строительство Чебоксарской ГЭС в Пихтулинском створе (4 км ниже Чебоксар). На основании данного задания в 1959 году Совет Министров РСФСР своим распоряжением запретил новое строительство в зоне будущего Чебоксарского водохранилища. В 1960 году дальнейшее проектирование Чебоксарской ГЭС было поручено Куйбышевскому филиалу Гидропроекта, который пришёл к выводу, что выбор створа, компоновка основных сооружений ГЭС и отметка уровня водохранилища требуют корректировки, которая и была проведена в 1963 году. Створ гидроузла был изменён с Пихтулинского на Ельниковский, отметка верхнего бьефа была определена в 68 метров, в здании ГЭС предполагалось установить 32 горизонтальных капсульных агрегата мощностью 51,2 МВт каждый. В дальнейшем по предложению госэкспертизы от горизонтальных гидроагрегатов отказались в пользу вертикальных. Новое проектное задание строительства Чебоксарской ГЭС было утверждено Советом Министров СССР 27 января 1967 года.

### Строительство
Для организации работ по строительству ГЭС в 1967—1968 годах были созданы Управление строительства «Чебоксаргэсстрой» и Дирекция строящейся Чебоксарской ГЭС. Согласно первоначальным планам, гидроагрегаты ГЭС должны были быть введены в эксплуатацию в 1974—1977 годах. ЦК ВЛКСМ объявил строительство станции Всесоюзной ударной стройкой. В 1968 году начались подготовительные работы по сооружению гидроузла, в 1969 году — строительство основных сооружений, в 1973 году — начаты бетонные работы. Сооружение распределительного устройства станции, в связи с опережающим строительством линии электропередач «Сибирь — Казахстан — Урал — Центр» напряжением 500 кВ, велось ускоренными темпами, и уже в 1980 году первая очередь ОРУ была введена в эксплуатацию.
В связи с недостаточным финансированием и низкими темпами работ, особенно по подготовке зоны затопления, строительство Чебоксарского гидроузла затянулось. В 1978 году сроки пуска гидроагрегатов были скорректированы на 1980—1985 годы. Река Волга была перекрыта в ноябре 1980 года, 31 декабря 1980 года на промежуточной отметке 61 м был осуществлён пуск первого гидроагрегата. В 1981 году было введено в работу два гидроагрегата, а также заполнено водохранилище до отметки 63 м, в 1982—1984 годах вводилось в эксплуатацию по четыре гидроагрегата ежегодно, в 1985 году были пущены два гидроагрегата и в 1986 году один гидроагрегат. Строительные работы по зданию ГЭС были завершены в 1985 году. К 1986 году распределительное устройство ГЭС заработало по проектной схеме, строительство основных сооружений гидроузла было завершено. С весны 1981 года и по настоящее время станция продолжает работать на промежуточной отметке водохранилища — 63 м (вместо проектной — 68 м). В связи с этим станция официально не принята в эксплуатацию и её строительство считается незавершённым.

### Эксплуатация
После ввода в эксплуатацию станция работала в составе Чувашэнерго. 1 января 2005 года в рамках реформы РАО «ЕЭС России» Чебоксарская ГЭС была выделена из состава ОАО «Чувашэнерго» как ОАО «Чебоксарская ГЭС». 9 января 2008 года ОАО «Чебоксарская ГЭС» было ликвидировано путём присоединения к ОАО «ГидроОГК» (впоследствии — ПАО «РусГидро»), Чебоксарская ГЭС вошла в его состав на правах филиала.
Несмотря на то, что Чебоксарская ГЭС является самой молодой гидроэлектростанцией на Волге, к настоящему времени станция отработала почти 40 лет, в связи с чем на ней реализуется программа модернизации. Вследствие проектной ошибки, уже с 1982 года стали фиксироваться поломки механизмов разворота лопастей гидротурбин, что привело к фиксации их лопастей и переводу в пропеллерный режим, ограничивающий КПД гидротурбин, их маневренные показатели и выработку электроэнергии. С 2007 года в заводских условиях на предприятиях концерна «Силовые машины» ведётся реконструкция гидротурбин с заменой механизма разворота лопастей, по состоянию на 2023 год в проектный поворотно-лопастной режим переведены 16 турбин из 18, эту работу планируется завершить в 2025 году. Также с 2012 года ведется работа по реконструкции гидрогенераторов (замена статоров и железа обода роторов), модернизации распределительных устройств с заменой выключателей на элегазовые.

## Конструкция станции
Чебоксарская ГЭС представляет собой типичную низконапорную гидроэлектростанцию руслового типа (здание ГЭС интегрировано в напорный фронт и является продолжением плотины).  Сооружения гидроузла имеют I класс капитальности и включают в себя земляную плотину, водосбросную плотину, здание ГЭС с донными водосбросами, аванпорт и нижний подходной канал с ограждающими дамбами, судоходный шлюз, открытое распределительное устройство (ОРУ) 220 и 500 кВ. По напорным сооружениям ГЭС проходит автодорожный переезд (частично реализованный в виде моста), по которому осуществляется пересечение Волги федеральной трассой A119 «Вятка». Переезд имеет две полосы движения в каждом направлении, также имеются пешеходные переходы.
Установленная мощность электростанции — 1370 МВт, фактическая располагаемая мощность — 820 МВт, фактическая среднегодовая выработка электроэнергии — 2100 млн кВт·ч. Проектная мощность Чебоксарской ГЭС составляет 1404 МВт, среднегодовая выработка электроэнергии — 3340 млн кВт·ч, однако проектная отметка водохранилища (68 м) не была достигнута, в результате чего гидроагрегаты станции работают на пониженном напоре при отметке водохранилища 63 м.

### Земляная плотина
Земляная плотина расположена в левобережной части гидроузла, её длина составляет 2860 м. Плотина разделяется на русловую и пойменную части. Русловая часть имеет длину 930 м и наибольшую высоту 40,5 м, пойменная плотина имеет длину 1930 м и наибольшую высоту 20 м. Ширина гребня плотины составляет 32 — 129 м. Верховой (а в русловой части — и низовой) откос плотин защищён от размывания волнами железобетонными плитами толщиной 0,2 — 0,3 м. Плотина однородная, намыта из песчаных грунтов, противофильтрационных устройств не имеет, дренажные устройства представлены на разных участках каменным банкетом, обратным фильтром, трубчатым дренажём.

### Водосбросная плотина
Водосбросная плотина расположена в правобережной части гидроузла, между зданием ГЭС и земляной плотиной. По конструкции плотина гравитационная бетонная, длиной 149,8 м и высотой 41,5 м. Плотина разделена на две секции, имеет 6 пролётов шириной по 20 м. Гашение энергии сбрасываемой воды происходит на водобое длиной 84 м и рисберме длиной 63,4 м. Противофильтрационные устройства представлены анкерным понуром, дренажом и вертикальными разгрузочными скважинами. Водосбросные пролёты перекрываются плоскими затворами. В плотину уложено 155 тыс. м³ бетона. Пропускная способность водосбросной плотины составляет 5500 м³/с при нормальном подпорном уровне (НПУ) 63 м, 10 400 м³/с при пропуске паводка вероятностью 0,1 % и 13 600 м³/с при форсированном подпорном уровне (ФПУ) 69,5 м. Суммарная водопропускная способность сооружений гидроузла (с учётом пропуска через гидроагрегаты и донные водосбросы здания ГЭС) составляет 23 400 м³/с при НПУ 63 м.

### Здание ГЭС
Здание ГЭС руслового типа (воспринимает напор воды) совмещено с донными водосбросами. Длина здания (с монтажной площадкой) — 627 м, ширина 73 м, наибольшая высота 66,05 м. Конструктивно здание ГЭС выполнено из монолитного железобетона (всего уложено 1,018 млн м³), разделяется на 9 секций. В каждой секции расположены по два гидроагрегата и по два донных диффузорных водосброса, итого на ГЭС имеется 18 донных водосбросов, перекрываемых плоскими аварийно-ремонтными и ремонтными затворами. Суммарная пропускная способность донных водосбросов при пропуске паводка вероятностью 0,1 % составляет 25 000 м³/с. Для оперирования затворами со стороны верхнего и нижнего бьефов имеются козловые краны грузоподъёмностью 225 и 200 т. Гашение потока сбрасываемой воды происходит на рисберме длиной 117 м, завершающаяся железобетонной стенкой высотой 6 м. Противофильтрационная система здания ГЭС включает в себя понур и дренаж.
В машинном зале ГЭС установлены 18 вертикальных гидроагрегатов: 17 — мощностью по 78 МВт, 1 — мощностью 44 МВт. По конструкции гидроагрегаты идентичны, последний гидроагрегат был официально замаркирован на мощность 44 МВт с учётом решения о незаполнении водохранилища до проектной отметки. Гидроагрегаты оборудованы поворотно-лопастными гидротурбинами ПЛ 20/811-В-1000 с диаметром рабочего колеса 10 м, работающие на расчётном напоре 12,4 м. Гидротурбины приводят в действие синхронные гидрогенераторы зонтичного исполнения СВ 1470/149-104-У4. Производители гидротурбин — сызранское предприятие «Тяжмаш» и Ленинградский металлический завод, гидрогенераторов — завод «Электросила» (Санкт-Петербург) и новосибирское предприятие «Элсиб». Гидротурбины станции имеют экологически безопасную конструкцию, исключающую протечки масла в воду. Однако при разработке конструкции турбин были допущены ошибки, что привело к тому, что в процессе эксплуатации турбины были переведены в пропеллерный режим (лопасти зафиксированы под углом 45°). Работа в таком режиме приводит к низкому КПД гидроагрегатов. Ведутся работы по восстановлению проектных характеристик гидротурбин, по состоянию на конец 2019 года 15 турбин станции в результате проведённой реконструкции работали в поворотно-лопастном режиме, остальные — в пропеллерном. Сборка/разборка гидроагрегатов производится при помощи двух мостовых кранов грузоподъёмностью 280 т.

### Схема выдачи мощности
Гидроагрегаты выдают электроэнергию на напряжении 13,8 кВ на трансформаторы и автотрансформаторы, расположенные на здании ГЭС со стороны нижнего бьефа. Всего имеется пять силовых трансформаторов и две группы автотрансформаторов:
- Три трехфазных трансформатора ТЦ-400000/500 мощностью 400 МВА;
- Один трехфазный трансформатор ТЦ-400000/220 мощностью 400 МВА;
- Один трехфазный трансформатор ТЦ-200000/220 мощностью 200 МВА;
- Две группы однофазных автотрансформаторов, каждая группа состоит из трёх автотрансформаторов АОДЦТН-167000/500/220/35 мощностью по 167 МВА. Также через автотрансформаторы производится связь между распределительными устройствами 220 кВ и 500 кВ. Выдача электроэнергии в энергосистему осуществляется с совмещённых открытых распределительных устройств (ОРУ) напряжением 220 кВ и 500 кВ, размещённых на правом берегу Волги[7], по следующим линиям электропередачи:[30][23]
  - ВЛ 500 кВ Чебоксарская ГЭС — ПС Нижегородская;
  - ВЛ 500 кВ Чебоксарская ГЭС — ПС Помары;
  - ВЛ 220 кВ Чебоксарская ГЭС — ПС Чигашево;
  - ВЛ 220 кВ Чебоксарская ГЭС — ПС Венец с отпайкой;
  - ВЛ 220 кВ Чебоксарская ГЭС — Чебоксарская ТЭЦ-2 (2 цепи);
  - ВЛ 220 кВ Чебоксарская ГЭС — ПС Канаш (2 цепи);
  - ВЛ 220 кВ Чебоксарская ГЭС — ПС Тюрлема.

### Судоходный шлюз
Судопропускные сооружения гидроузла включают в себя дамбы аванпорта и нижнего подходного канала, а также судоходный шлюз. Ограждающая дамба аванпорта размещается в верхнем бьефе за зданием ГЭС и выполняет функцию создания защищённой акватории аванпорта площадью 1,1 км² для безопасного подхода речных судов к шлюзам. Длина дамбы 2,5 км, максимальная высота 26 м. В нижнем бьефе размещается подобная дамба длиной 1,5 км и максимальной высотой 13 м, ограждающая нижний подходный канал.
Судоходный шлюз Чебоксарского гидроузла однокамерный двухниточный, камеры имеют размеры 290×30 м. В системе внутренних водных путей камеры имеют номера 17 и 18. Первое шлюзование проведено в 1981 году, в 1989 году шлюзы приняты в постоянную эксплуатацию. С 1981 по 2006 год произведено 202 444 шлюзования, пропущено 473 644 судна. В отличие от шлюзов других гидроузлов Волжского каскада, шлюзы Чебоксарской ГЭС оборудованы распределительной системой наполнения камер, исключающей образование волн в процессе шлюзования и раскачивание судов. Судопропускные сооружения находятся в государственной собственности и эксплуатируются ФБУ «Администрация Волжского бассейна внутренних водных путей».
- Сооружения и оборудование Чебоксарской ГЭС
- Вид на здание ГЭС, водосливную и земляную плотины
- Машинный зал
- Рабочее колесо гидротурбины
- Пульт управления станцией
- Ротор генератора
- Судоходный шлюз

### Водохранилище
Гидроузел образует крупное Чебоксарское водохранилище на территории Чувашии, Марий Эл и Нижегородской области. Площадь водохранилища при нормальном подпорном уровне 63 м 1213 км², длина 280 км, максимальная ширина 15 км, максимальная глубина 24 м. Полная ёмкость водохранилища составляет 5,4 км³, полезная ёмкость отсутствует. При фактически используемой отметке НПУ водохранилище может осуществлять суточное регулирование стока, используя ёмкость между отметками 62,5-63,3 м. Фактическая отметка нормального подпорного уровня (НПУ) водохранилища составляет 63 м над уровнем моря (по Балтийской системе высот) (проектная отметка — 68 м), проектная отметка форсированного подпорного уровня (ФПУ) — 70,2 м, фактическая отметка уровня мёртвого объёма (УМО) — 63 м (проектная — 65 м). Окончательные параметры водохранилища (в частности, отметки НПУ, ФПУ и УМО) по состоянию на 2019 год не установлены.

## Экономическое значение
Чебоксарская ГЭС расположена на стыке энергосистем Средней Волги и Урала, работа ГЭС позволяет регулировать суточные пиковые нагрузки энергопотребления. Является крупнейшей электростанцией Чувашской республики, играет важную роль в обеспечении энергоснабжения региона. Всего за время эксплуатации Чебоксарская ГЭС выработала более 80 млрд кВт·ч возобновляемой электроэнергии.
| 2006 | 2007 | 2008 | 2009 | 2010 | 2011 | 2012 | 2013 | 2014 | 2015 | 2016 | 2017 | 2018 | 2019 | 2020 | 2021 | 2022 |
| ---- | ---- | ---- | ---- | ---- | ---- | ---- | ---- | ---- | ---- | ---- | ---- | ---- | ---- | ---- | ---- | ---- |
| 2079 | 2047 | 2266 | 2306 | 2175 | 2131 | 2235 | 2291 | 1890 | 1633 | 1989 | 2833 | 2187 | 2109 | 2587 | 2084 | 2246 |

В соответствии с первоначальным проектом строительство Чебоксарского гидроузла, помимо выработки электроэнергии на ГЭС, решало задачи создания сквозной глубоководной транспортной системы европейской части России, позволяющей осуществлять перевозку грузов в крупнотоннажных судах, регулирования стока Волжского бассейна в целях снижения паводковых затоплений и в интересах сельского хозяйства, обеспечения водоснабжения крупных населённых пунктов, создания транспортного перехода через Волгу. По причине незаполнения водохранилища до проектной отметки большинство данных задач не выполнено или выполнено частично. В частности, в связи с отсутствием регулирующей ёмкости водохранилища не реализована задача регулирования стока, отсутствие подпора выше Нижнего Новгорода привело к сохранению лимитирующего судоходство участка между Нижним Новгородом и Городцом. В то же время, Чебоксарский гидроузел обеспечил крупнотоннажное судоходство на Волге на протяжении 280 км, создал автомобильный переход через Волгу. Чебоксарское водохранилище имеет существенное рыбопромысловое значение, ежегодный допустимый улов оценивается в 480 т.

## Проблема уровня Чебоксарского водохранилища
Пуск ГЭС при пониженном напоре (отметка 61 м) был осуществлён 31 декабря 1980 года. В целях обеспечения навигации весной 1981 года уровень был повышен до 63 м. Подъём уровня водохранилища до проектного уровня (отметка 68 м), изначально запланированный на 1987 год, сдерживался сначала неготовностью комплекса инженерной защиты, затем — разногласиями между регионами по поводу уровня водохранилища. В настоящее время водохранилище и инженерная защита функционируют на непроектных отметках, что привело к возникновению ряда проблем:
- ГЭС используется не более чем на 60 % проектной мощности, ежегодная недовыработка электроэнергии составляет 1,43 млрд кВт·ч. Длительная работа гидроагрегатов ГЭС на непроектном напоре приводит к их ускоренному износу;
- стратегическая задача по увеличению гарантированной глубины на Единой глубоководной системе Европейской части России с 365 до 400 см оказалась не реализованной. На участке от Городца до Нижнего Новгорода (около 60 км) необходимая гарантированная глубина 4 метра обеспечивается только при среднесуточном расходе на Нижегородской ГЭС свыше 1400 м³/с[38], кроме этого, не обеспечивается нормальное функционирование шлюзов Нижегородской ГЭС.
- водохранилище имеет большую фактическую площадь мелководий (31,5 % вместо 20,7 % проектных), что не соответствует санитарным нормам и приводит к ухудшению качества воды;
- не обеспечивается нормальная работа водозаборов в нижнем бьефе гидроузла вследствие недостаточного уровня минимального санитарного стока;
- не завершено строительство системы инженерной защиты, что привело к подтоплению 3500 га территории и 536 жилых строений;
- не решена проблема подтопления заречной части Нижнего Новгорода, где в настоящее время по причинам, не связанным с Чебоксарской ГЭС, подтоплено около 33 % территории. Проект Чебоксарского гидроузла подразумевал создание дренажной системы для ликвидации существующего и возможного подтопления, однако её строительство не было завершено;
- происходит разрушение возведённых защитных сооружений, не рассчитанных на работу на отметке 63 м;
- водохранилище не имеет полезной ёмкости и не может осуществлять регулирование стока в интересах всей системы Волги, в частности, в интересах обводнения Волго-Ахтубинской поймы;
- отсутствие полезной ёмкости водохранилища может привести к крупным затоплениям в нижнем бьефе гидроузла в случае сильных паводков;
- не организована водоохранная зона водохранилища, что ведёт к усилению его загрязнения и несанкционированной застройке зоны затопления и подтопления;
- омертвлены значительные средства, вложенные в сооружения портов, водозаборов, систем инженерной защиты, рассчитанных на работу при проектной отметке.

Прорабатывались различные варианты решения проблемы — подъём водохранилища до проектной отметки 68 м с завершением работ по обустройству водохранилища, обустройство водохранилища на существующей отметке 63 м со строительством низконапорного водотранспортного гидроузла в районе п. Большое Козино, обустройство водохранилища на существующей отметке со строительством третьей нитки шлюзов на Нижегородском гидроузле и дноуглубительными работами на участке Городец — Нижний Новгород. С 2016 года, в качестве приоритетного варианта рассматривается обустройство водохранилища на существующей отметке 63 м со строительством низконапорного гидроузла, по состоянию на 2020 год строительство низконапорного гидроузла не начато.